# Rejowiec Fabryczny
Rejowiec Fabrycznyⓘ (1954–1957 gromada de Morawinek) é um município no leste da Polônia. Pertence à voivodia de Lublin, no condado de Chełm. É a sede da comuna rural de Rejowiec Fabryczny.
Nos anos 1975−1998, a cidade pertenceu administrativamente à voivodia de Chełm. Há uma paróquia católica da Exaltação da Santa Cruz.
Estende-se por uma área de 14,3 km², com 4 260 habitantes, segundo o censo de 31 de dezembro de 2021, com uma densidade populacional de 297,9 hab./km².
Rejowiec Fabryczny foi fundada em 1958 na área da gromada de Morawinek, recebendo o estatuto de conjunto habitacional. Recebeu os direitos de cidade em 1962.
A cidade está situada nas colinas de Chełm, na área que no século XVIII era a Terra de Chełm.

## Estrutura da superfície
Segundo os dados de 2021, Rejowiec Fabryczny tem uma área de 14,3 km², incluindo:
- Terras agrícolas: 70%
- Terra florestal: 1%

## Demografia
Conforme os dados do Escritório Central de Estatística da Polônia (GUS) de 31 de dezembro de 2022, Rejowiec Fabryczny é uma cidade muito pequena com uma população de 4 029 habitantes (28.º lugar na voivodia de Lublin e 639.º na Polônia), tem uma área de 14,3 km² (27.º lugar na voivodia de Lublin e 445.º lugar na Polônia) e uma densidade populacional de 282 hab./km² (37.º lugar na voivodia de Lublin e 752.º lugar na Polônia). Nos anos 2002–2021, o número de habitantes diminuiu 7,6%.
Os habitantes de Rejowiec Fabryczny constituem cerca de 5,24% da população do condado de Chełm, constituindo 0,20% da população da voivodia de Lublin.
| Descrição                         | Total      | Total    | Mulheres   | Mulheres | Homens     | Homens   |
| --------------------------------- | ---------- | -------- | ---------- | -------- | ---------- | -------- |
| unidade                           | habitantes | %        | habitantes | %        | habitantes | %        |
| população                         | 4 029      | 100      | 2 071      | 51,4     | 1 958      | 48,6     |
| superfície                        | 14,3 km²   | 14,3 km² | 14,3 km²   | 14,3 km² | 14,3 km²   | 14,3 km² |
| densidade populacional (hab./km²) | 282        | 282      | 144,9      | 144,9    | 137,1      | 137,1    |

## Transportes

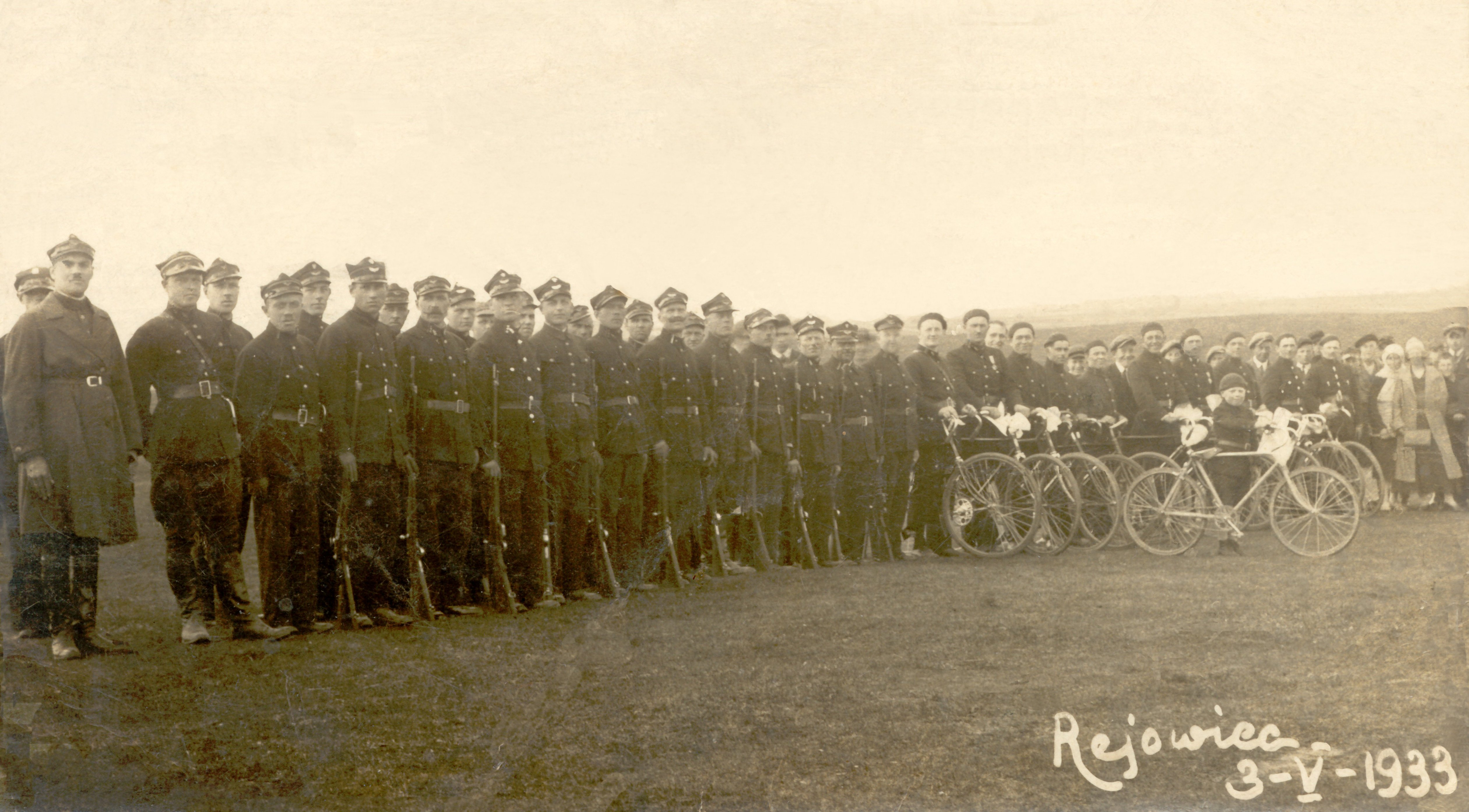
Empregados da estação ferroviária, 3 de maio de 1933

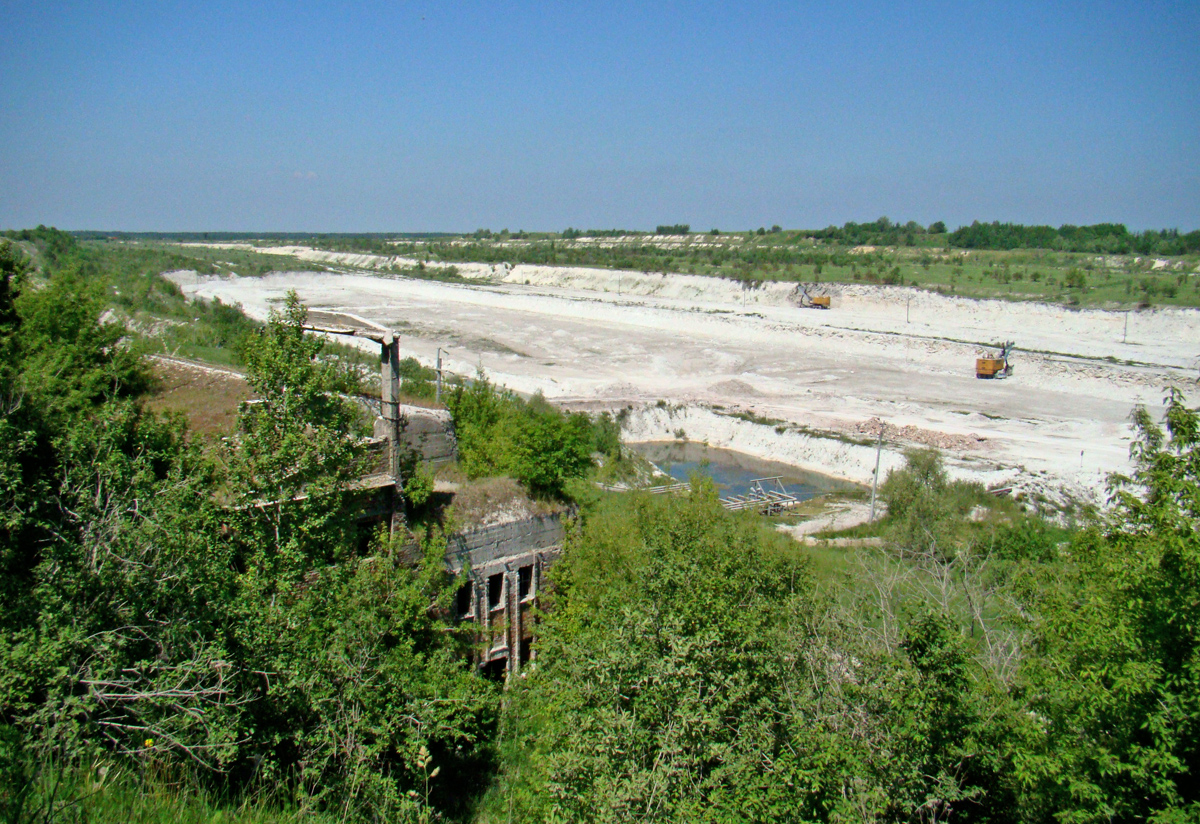
Mina de marga

A cidade é um importante entroncamento ferroviário. As linhas ferroviárias conectam Rejowiec Fabryczny com Chełm, Zamość e Lublin.

## Economia
Empresas com sede em Rejowiec Fabryczny:
- Fábrica de Cimento Rejowiec — pertencente ao Grupo Ożarów SA[10]
- Reybud Sp. z o. o. — fabricante de janelas, armazém de construção[11]
- PB Pawłowianka — fabricação de produtos tradicionais de tanoaria[12]
- CERAMIT — oficina de olaria[13]

## Esportes
- Sparta Rejowiec Fabryczny — um clube de futebol que joga partidas no Estádio Municipal Kazimierz Górski, na rua Lubelska 16, com capacidade para 3 000 espectadores (incluindo 200 lugares cobertos).[14]

## Administração
Rejowiec Fabryczny é membro da União das Cidades polonesas.

## Monumentos históricos
- Mansão Kiwerski, rua Lubelska 24A[16]

## Trilhas turísticas
- Trilha turística de caminhada: trilha turística amarela “Trilha ariana”, aprox. 64 km[17]
- Trilha turística de bicicleta: Trilha de Mikołaj Rej[18]
- Trilha turística de caminhada: “Trilha dos lagos Kańskie”, da estação ferroviária em Rejowiec Fabryczny para Krynica.